# Вістрянська сільська рада
Ві́стрянська сільська́ ра́да — адміністративно-територіальна одиниця й орган місцевого самоврядування в Монастириському районі Тернопільської області. Адміністративний центр — село Вістря.

## Загальні відомості
- Територія ради: 2.893 км²
- Населення ради: 1 050 осіб (станом на 2001 рік)
- Територією ради протікає річка Дністер

## Населені пункти
Сільській раді були підпорядковані населені пункти:
- с. Вістря

## Склад ради
Рада складалася з 16 депутатів та голови.
- Голова ради: Грицак Леся Степанівна
- Секретар ради: Собків Тетяна Петрівна

### Керівний склад попередніх скликань
| Прізвище, ім'я, по батькові | Основні відомості                                                                       | Дата обрання | Дата звільнення |
| --------------------------- | --------------------------------------------------------------------------------------- | ------------ | --------------- |
| Кащишин Ярослав Іванович    | Сільський голова, 1953 року народження, безпартійний                                    | 26.03.2006   | 31.10.2010      |
| Грицак Леся Степанівна      | Сільський голова, 1971 року народження, освіта середня спеціальна, член Народної партії | 31.10.2010   |                 |

Примітка: таблиця складена за даними сайту Верховної Ради України

### Депутати
За результатами місцевих виборів 2010 року депутатами ради стали:

#### За суб'єктами висування
| Суб'єкт висування | Кількість обраних депутатів | %   |
| ----------------- | --------------------------- | --- |
| Самовисування     | 16                          | 100 |

#### За округами
| № округу | Прізвище, ім'я, по батькові     | Дата визнання обраним | Освіта             | Партійна приналежність | Відомості про обраного депутата           |
| -------- | ------------------------------- | --------------------- | ------------------ | ---------------------- | ----------------------------------------- |
| 1        | Собків Тетяна Петрівна          | 03.11.2010            | середня спеціальна | позапартійна           | Вістрянська сільська рада, секретар       |
| 2        | Данцевич Надія Василівна        | 03.11.2010            | середня            | позапартійна           | тимчасово не працює                       |
| 3        | Грицак Іван Васильович          | 03.11.2010            | середня            | позапартійний          | тимчасово не працює                       |
| 4        | Шарко Євгенія Петрівна          | 03.11.2010            | середня            | позапартійна           | Вістрянський дитячий садок, тех.працівник |
| 5        | Стельмах Надія Михайлівна       | 03.11.2010            | середня            | позапартійна           | тимчасово не працює                       |
| 6        | Обещук Іван Володимирович       | 03.11.2010            | середня            | позапартійний          | Монастириське УЕГГ, водій                 |
| 7        | Куриляк Валентина Петрівна      | 03.11.2010            | середня спеціальна | позапартійна           | ПАП «Провесінь», бухгалтер                |
| 8        | Облещук Іван Михайлович         | 03.11.2010            | середня            | позапартійний          | Коропецьке ПТУ-34, механізатор            |
| 9        | Бойко Марія Володимирівна       | 03.11.2010            | вища               | позапартійна           | ПАП «Провесінь», економіст                |
| 10       | Калинюк Ігор Дмитрович          | 03.11.2010            | середня спеціальна | позапартійний          | ЗАТ «Соліт» м. Івано-Франківськ, столяр   |
| 11       | Олексюк Ярослав Михайлович      | 03.11.2010            | середня спеціальна | позапартійний          | Монастириський райавтодор, майстер        |
| 12       | Божок Михайло Михайлович        | 03.11.2010            | середня            | позапартійний          | тимчасово не працює                       |
| 13       | Куриляк Михайло Олексійович     | 03.11.2010            | середня спеціальна | позапартійний          | Вістрянський дитячий садок, кочегар       |
| 14       | Кінзер Михайло Михайлович       | 03.11.2010            | середня спеціальна | позапартійний          | Монастириський РЕМ, майстер               |
| 15       | Кінчак Андрій Петрович          | 03.11.2010            | вища               | позапартійний          | приватний підприємець                     |
| 16       | Майданчук Віталій Володимирович | 03.11.2010            | середня            | позапартійний          | приватний підприємець                     |